# Gratton Dalton
Gratton "Grat" Dalton (30. marts 1861 – 5. oktober 1892) var en lovløs forbryder i Det Vilde Vesten i USA og leder af Dalton Banden.